# Lophomilia polybapta
Lophomilia polybapta là một loài bướm đêm trong họ Noctuidae.